# Белые (Молодечненский район)
Белые (бел. Бе́лыя) — деревня в Молодечненском Минской области Беларуси. Входит в состав Городиловского сельсовета.

## Географическое положения
Расположена в 18 км на северо-востоке от Молодечно, в 72 км на юго-востоке от Минска, в 2 км от железнодорожной станции Березинское.

## Население

### Динамика
- 1999—135 жителей
- 2009 — 91 житель
- 2019 — 78 жителей

## Климат
Климат здесь умеренный, с теплым летом и мягкой зимой. Средняя температура января минус 6,8 °С, июля плюс 17,5 °С. Зимой дуют южные ветры, а летом восточные и северо-восточные. Средняя скорость ветра 3 м/с. Годовое количество осадков 550—650 мм.